# Crashed the Wedding
Crashed the Wedding – pierwszy singel poprockowego zespołu Busted z drugiej płyty A Present for Everyone. Drugi singel numer jeden UK Singles Chart zespołu. W 2014 roku singiel otrzymał status srebrnego.

## Powstanie utworu
Utwór napisali James Bourne oraz Tom Fletcher. 

## Teledysk
W teledysku przedstawiono imprezę weselną, na której większość gości oraz nowożeńcy to członkowie zespołu Busted. Na początku Matt Willis, James Bourne i Charlie Simpson przebrani za  Adama Anta, Michaela Jacksona i Boya George'a występują na podeście grając melodię z poprzedniego singla zespołu "What I Go to School For". Obezwładniają ich Matt, James i Charlie i razem z Harrym Judd z McFly grającym na perkusji przejmują scenę. 

## Lista utworów

### CD 1
1. "Crashed the Wedding"
2. "Build Me Up Buttercup" (z McFly)
3. "That's Entertainment"
4. "Crashed the Wedding" (teledysk)

### CD 2
1. "Crashed the Wedding"
2. "Hark! The Herald Angels Sing"
3. "Hurra Hurra Die Schule Brennt" (teledysk)